# Etlingera longipetiolata
Etlingera longipetiolata är en enhjärtbladig växtart som först beskrevs av Brian Laurence Burtt och Rosemary Margaret Smith, och fick sitt nu gällande namn av Rosemary Margaret Smith. Etlingera longipetiolata ingår i släktet Etlingera och familjen Zingiberaceae. Inga underarter finns listade i Catalogue of Life.